# リチャル・カラパス
リチャル・アントニオ・カラパス・モンテネグロ（Richard António Carapaz Montenegro, 1993年5月29日 - ）は、エクアドル、カルチ県・トゥルカン郡エル・カルメロ出身の自転車競技（ロードレース）選手。東京オリンピック2020、男子ロードレースの金メダリスト。

## 経歴
2016年、ストロングマン・カンパニョーロ・ウィリエールにてプロキャリアスタート。同年6月、モビスター・チームへ移籍。エクアドル出身の自転車競技選手として初めてのワールドツアー所属選手となった。
2017年、グラン・プレミオ・インドゥストリア・エ・アルティジャナートにて逃げ集団に入り、2位を獲得。
2018年、ジロ・デ・イタリアにて、第6ステージのエトナ山へと向かう山岳ステージにて新人賞マリア・ビアンカを着用、第8ステージにて自身初のワールドツアー、及びグランツール初勝利を挙げた。その後も安定した走りを見せ、新人賞争いこそミゲル・アンヘル・ロペスに敗れたが、個人総合成績では4位となった。
2019年、ジロ・デ・イタリアでは山岳ステージの第14ステージで区間優勝して総合首位に立つと、以後はヴィンチェンツォ・ニバリやプリモシュ・ログリッチらライバル達の攻撃を堅実に抑え、エクアドル人として初の総合優勝を達成した。
2020年、チーム・イネオスに移籍。
2023年、EFエデュケーション・イージーポストに移籍。
2024年、ツール・ド・フランス第3ステージで区間14位に入り、トップに同タイムの選手が4人いる中で最もステージの順位の合計が少ない選手となり、エクアドル人として初めてマイヨ・ジョーヌを獲得した。マイヨ・ジョーヌは1ステージ限りで手放すこととなったが、第17ステージで区間初優勝。最終的に山岳賞と総合敢闘賞を獲得した。

## 主な戦績

### 2017年
- グラン・プレミオ・インドゥストリア・エ・アルティジャナート 第2位
- ルート・デュ・スュド ヤングライダー賞

### 2018年
- ブエルタ・ア・アストゥリアス 総合優勝（第2ステージ優勝）
- ジロ・デ・イタリア 区間優勝（第8ステージ）

### 2019年
- ブエルタ・ア・アストゥリアス 総合優勝、ポイント賞（第2ステージ優勝）
- ジロ・デ・イタリア  総合優勝
  - 区間優勝（第4,14ステージ）

### 2020年
- ツール・ド・ポローニュ 区間優勝（第3ステージ）
- ブエルタ・ア・エスパーニャ 総合2位

### 2021年
- ツール・ド・スイス  総合優勝（第5ステージ優勝）
- ツール・ド・フランス 総合3位
- 東京オリンピック　 個人ロードレース 金メダル

### 2022年
- エクアドル選手権 優勝（個人タイムトライアル）
- ボルタ・ア・カタルーニャ 区間優勝（第6ステージ）
- ジロ・デ・イタリア 総合2位
- ブエルタ・ア・エスパーニャ  山岳賞（第12,14,20ステージ優勝）

### 2023年
- エクアドル選手権 優勝（個人ロードレース）
- メルカントゥール・クラシック・アルプ＝マリティーム（英語版） 優勝

### 2024年
- エクアドル選手権 優勝（個人タイムトライアル）
- ツール・ド・ロマンディ 区間優勝（第4ステージ）
- ツール・ド・フランス  山岳賞、 総合敢闘賞（第17ステージ優勝）

### 2025年
- ジロ・デ・イタリア 総合3位（第11ステージ優勝）

### グランツールの総合成績
| グランツール               | 2017 | 2018 | 2019 | 2020 | 2021 | 2022 | 2023 | 2024 | 2025 |
| -------------------------- | ---- | ---- | ---- | ---- | ---- | ---- | ---- | ---- | ---- |
| ジロ・デ・イタリア         | —    | 4    | 1    | —    | —    | 2    | —    | —    | 3    |
| ツール・ド・フランス       | —    | —    | —    | 13   | 3    | —    | DNF  | 17   |      |
| ブエルタ・ア・エスパーニャ | 36   | 18   | —    | 2    | —    | 14   | —    | 4    |      |